# Fort Apache (film)
Fortul Apache (în engleză Fort Apache) este un film western american din 1948. Regizat de John Ford, filmul îi are în rolurile principale pe John Wayne și Henry Fonda. Acesta a fost primul film din „Trilogia Cavaleriei”, fiind urmat de She Wore a Yellow Ribbon (1949) și Rio Grande (1950). Scenariul a fost inspirat de povestirea  „Massacre” (1947) a lui James Warner Bellah⁠(d). La rândul său, lucrarea ar fi fost influențată de Bătălia de la Little Bighorn și Bătălia Fetterman⁠(d).
Filmul a fost unul dintre primele lungmetraje care a prezentat amerindienii în mod autentic. În recenzia sa despre lansarea DVD-ului Fort Apache în 2012, criticul de film Dave Kehr⁠(d) al New York Times a numit filmul drept „unul dintre marile realizări ale cinematografiei americane clasice, un film de o complexitate imensă care dezvăluie noi dimensiuni după fiecare vizionare” și „unul dintre printre primele filme western „pro-indieni”, aceștia fiind portretizați cu „simpatie și respect”.
Filmul a fost distins cu premii la categoriile cel mai bun regizor și cea mai bună fotografie în cadrul Festivalului Internațional de Film de la Locarno din Elveția. Scenaristul Frank S. Nugent a fost nominalizat la categoria cel mai bun scenariu de către Writers Guild of America.

## Rezumat
După Războiul Civil American, căpitanul veteran Kirby York (John Wayne) urmează să îl înlocuiască pe comandantul în funcție din Fortul Apache⁠(d), un post izolat al cavaleriei americane⁠(d). York comandase propriul său regiment în timpul războiului și avea experiența necesară conducerii unui fort. Spre surprinderea și dezamăgirea trupelor, regimentului ajunge sub comanda locotenentului colonel Owen Thursday (Henry Fonda). Thursday, un absolvent al Academiei militare West Point, a fost general în timpul războiului. În ciuda experienței sale de luptă, Thursday este un ofițer arogant și egocentric care nu știe negocia cu triburile amerindiene locale.
Thursday este însoțit de fiica sa Philadelphia (Shirley Temple). Tânăra este atrasă de sublocotenentul Michael Shannon O'Rourke (John Agar), fiul sergentului-maior Michael O'Rourke (Ward Bond). Bătrânul O'Rourke a primit Medalia de Onoare în calitate de maior al Brigăzii Irlandeze⁠(d) în timpul Războiului Civil American, obținând un loc pentru fiul său la West Point. Cu toate acestea, Thursday îi interzice fiicei sale să-l întâlnească, deoarece nu fac parte din aceeași clasă socială și nu-l consideră un gentilom⁠(d).
Când apar tulburări în rândul apașilor conduși de Cochise⁠(d) (Miguel Inclán⁠(d)), Thursday ignoră sfatul lui York de a negocia cu triburile de la egal la egal și de a rezolva problemele din rezervație provocate de agentul corupt Silas Meacham (Grant Withers⁠(d)). Din cauza interpretării sale rigide a regulamentelor armatei, Thursday susține că Meacham este un agent al Guvernului Statelor Unite și trebuie să fie protejat de forțele armate. Decizia îi nemulțumește pe apași, iar aceștia se răzvrătesc. Dornic să obțină glorie și renume, Thursday ordonă regimentului să atace trupele lui Cochise în ciuda avertismentelor lui York, care susține că o astfel de mișcare ar fi sinucigașă. Locotenentul îi ordonă să rămână în spate, înlocuindu-l cu căpitanul Sam Collingwood (George O'Brien).
Respectând ordinele de Thursday, York îl interzice tânărului O'Rourke să ia parte la luptă. Trupele sale sunt aproape complet nimicite, câțiva soldați reușind să scape și să ajungă la trupele comandate de York. Thursday însuși supraviețuiește, dar revine pe câmpul de luptă pentru a muri alături de ultimii soldați căzuți în ambuscadă. Cochise îl cruță pe York și pe soldații detașamentului său, considerându-l pe căpitan o persoană onorabilă.
Câțiva ani mai târziu, locotenent-colonel Kirby York se află la comanda regimentului. Acesta se întâlnește cu diverși corespondenți, îl prezintă pe Lt. O'Rourke, căsătorit în prezent cu Philadelphia Thursday, și pe fiul cel mic al cuplului. Un reporter îl întreabă pe colonelul York dacă a văzut faimosul tablou care înfățișează „atacul lui Thursday”. York, însărcinat cu adunarea apașilor și transportarea lor în rezervație, crede că deși Thursday a fost un tactician slab care a condus o acuzație militară nesăbuită și sinucigașă, pictura este corectă și le reamintește reporterilor că soldații nu vor fi uitați atâta timp cât regimentul este activ.

## Distribuție
- John Wayne - căpitanul Kirby York
- Henry Fonda - locotenent colonel Owen Thursday
- Shirley Temple - Philadelphia Thursday
- John Agar - locotenent adjunct Michael Shannon „Mickey” O'Rourke
- Ward Bond - sergent maior Michael O'Rourke
- Irene Rich - Mary O'Rourke
- Anna Lee - Emily Collingwood
- George O'Brien - căpitanul  Sam Collingwood
- Guy Kibbee - prim locotenent Wilkens
- Ray Hyke - locotenentul Gates
- Mae Marsh - doamna Gates
- Victor McLaglen - sergentul Festus Mulcahy
- Dick Foran - sergentul Quincannon
- Pedro Armendáriz - sergentul Beaufort
- Jack Pennick - sergentul Daniel Schattuck
- Frank McGrath - caporal Derice (necreditat)
- Philip Kieffer - soldat (Sub numele Keiffer)
- Fred Graham - soldat (necreditat)
- Danny Borzage - recrut/cântăreț la acordeon (necreditat)
- Hank Worden - recrut
- Miguel Inclán - Cochise
- Grant Withers - Silas Meacham
- Movita - Guadalupe
- Mary Gordon - Ma (Barmaid)
- Cliff Clark - șoferul diligenței (necreditat)
- Francis Ford - Fen (necreditat)
- Frank Ferguson - ziarist (necreditat)
- William Forrest - reporter (necreditat)
- Archie R. Twitchell - reporter (necreditat)
- Harry Tenbrook - Tom O'Feeney (necreditat)